# Barisan van Ibelin

Wapen van het huis Ibelin

Barisan van Ibelin (ook wel Balian de Oudere genaamd) (overleden in 1150/1152) was een belangrijk persoon in het kruisvaarttijdperk in het koninkrijk Jeruzalem, en was de grondlegger van het huis Ibelin.
Uit de gegevens van zijn naam moet Barisan afkomstig zijn uit Toscane of Ligurië, Italië. De eerste vermeldingen van hem dateren uit 1115, wanneer Barisan Constabel in is Jaffa. Door zijn verdiensten huwde hij in 1122 met Helvis van Ramla, een dochter van Boudewijn I van Ramla, en kreeg later ook het kasteel Ibelin toegewezen van Fulk van Jeruzalem. Barisan was aanwezig bij het Concilie van Nablus en ook bij het Concilie van Akko, waaruit de Tweede Kruistocht voortkwam.
Barisan had vijf kinderen met Helvis:
- Hugo van Ibelin (overleden ca 1170), heer van Ramla
- Boudewijn van Ibelin  (overleden ca 1187), heer van Mirabel en Ramla
- Barisan van Ibelin de Jongere (overleden 1193), heer van Nablus
- Ermengardis van Ibelin (overleden 1160/1167), vrouwe van Tiberias, huwde met Elinard van Bures
- Stephanie van Ibelin (overleden na 1167).

Barisan overleed in 1150/1152 en Ibelin werd overgenomen door zoon Hugo. Helvis trouwde daarna nog met Manasses van Hierges, constabel van Jeruzalem.